# Iezupil, Tîsmenîțea
Iezupil (în ucraineană Єзупіль), numit până în 2003 Jovten (în ucraineană Жовтень), este o așezare de tip urban din raionul Tîsmenîțea, regiunea Ivano-Frankivsk, Ucraina. În afara localității principale, nu cuprinde și alte sate.

## Demografie
Componența lingvistică a așezării de tip urban Iezupil
     Ucraineană (99,44%)
     Alte limbi (0,52%)
Conform recensământului din 2001, majoritatea populației așezării de tip urban Iezupil era vorbitoare de ucraineană (99,44%), existând în minoritate și vorbitori de alte limbi.